# Goliad
Goliad is een plaats (city) in de Amerikaanse staat Texas, en valt bestuurlijk gezien onder Goliad County.
In Goliad ligt het vroegere Spaanse fort Presidio La Bahia, nu een museum. Tijdens de Texaanse opstand tegen Mexico werden hier op bevel van generaal Antonio López de Santa Anna op 27 maart 1836 342 opstandelingen doodgeschoten. Dit wordt de Goliad Massacre genoemd.

## Demografie
Bij de volkstelling in 2000 werd het aantal inwoners vastgesteld op 1975.
In 2006 is het aantal inwoners door het United States Census Bureau geschat op 2042, een stijging van 67 (3,4%).

## Geografie
Goliad ligt aan de San Antonio River. 
Volgens het United States Census Bureau beslaat de plaats een oppervlakte van
4,0 km², geheel bestaande uit land. Goliad ligt op ongeveer 50 m boven zeeniveau.

## Plaatsen in de nabije omgeving
De onderstaande figuur toont nabijgelegen plaatsen in een straal van 44 km rond Goliad.

## Geboren
- Ignacio Zaragoza (1829-1862), Mexicaanse generaal